# Kilauea Point National Wildlife Refuge
Kilauea Point National Wildlife Refuge – amerykański rezerwat przyrody leżący na hawajskiej wyspie Kauaʻi, u jej północno-zachodniego wybrzeża.

## Historia
W Kilauea Point na hawajskiej wyspie Kauaʻi w 1913 wybudowano latarnię morską. W 1976 została zamknięta przez Straż Wybrzeża Stanów Zjednoczonych, w 1979 wpisana do National Register of Historic Places. W 93. rocznicę wzniesienia latarni umieszczono w okolicy tablicę pamiątkową. Kilauea Point National Wildlife Refuge utworzono 15 lutego 1985. Wówczas był to 425. amerykański rezerwat (National Wildlife Refuge). Miał powierzchnię 199 akrów (około 80,5 ha). Został poszerzony o kolejne tereny w 1988, 1993, 1994 i 2004. Rezerwat założono ze względu na szczególne znaczenie Kilauea Point dla ptaków wędrownych. Na jego terenie znajdują się również trzy domy latarników i inne zabytkowe budynki. Dwa maszty radiowe są obsługiwane przez hrabstwo Kauaʻi, Verizon Wireless i FBI.

## Geografia
Kilauea Point NWR wyznaczono na półksiężycowatym obszarze obejmującym dwa półwyspy – Mokolea Point na wschodzie i Kilauea Point na zachodzie. Rezerwat leży na północnym skraju Kaua‘i, blisko 3,2 km (2 mile) na północ od Kilauea. Obydwa półwyspy są połączone stromymi skalnymi urwiskami. Sięgają 173 m n.p.m. (Crater Hill). Stanowią pozostałość otworu erupcyjnego po wulkanach, z których ostatni wybuch miał miejsce 250–500 tys. lat temu. W Kilauea Point NWR można wyróżnić kilka typów środowisk: plaże, klify, zakrzewienia, las pieprzu brazylijskiego (Schinus terebinthifolius), lasy grabu amerykańskiego (Carpinus caroliniana), tereny trawiaste i przekształcone przez człowieka. Rdzenna roślinność porasta teren rezerwatu głównie u wybrzeża i w miejscach nawietrznych. Większość obszaru rezerwatu zajęta jest roślinnością obcą, w szczególności tą uprawną na Kilauea Point, gdzie skupia się większość odwiedzających rezerwat. Podczas jednego z badań stwierdzono na terenie rezerwatu rośliny 206 gatunków, z czego 54 (26%) było rdzenne, zaś 152 (74%) – obcego pochodzenia. Spośród rdzennych gatunków roślin nieco ponad połowę (54%) stanowiły endemity. W sezonie zimowym o wybrzeże na terenie rezerwatu rozbijają się duże fale osiągające do 15 m wysokości. Średnie miesięczne temperatury osiągają 21 °C, zaś średnia roczna suma opadów – 1000 mm.

## Awifauna
BirdLife International od 2009 uznaje Kilauea Point NWR za ostoję ptaków IBA. Wymienia 5 „trigger species”, czyli gatunków, których występowanie zaważyło o uznaniu terenu za ostoję. Wśród nich jest jeden gatunek narażony – bernikla hawajska (Branta sandvicensis), jeden gatunek bliski zagrożenia – albatros ciemnolicy (Phoebastria immutabilis) oraz trzy gatunki najmniejszej troski – burzyk klinosterny (Ardenna pacifica), głuptak czerwononogi (Sula sula) i faeton czerwonosterny (Phaethon rubricauda). W 2011 w rezerwacie gniazdowała największa na Hawajach kolonia głuptaków czerwononogich. Do 2011 w rezerwacie stwierdzono występowanie ptaków wodnych z 27 gatunków. Wśród nich stwierdzono również zabłąkane osobniki. Do ważniejszych należały między innymi fregaty małe (Fregata ariel), petrele południowe (Pterodroma neglecta) i bieliki (Haliaeetus albicilla) zaobserwowane na Hawajach po raz pierwszy w 2007, których gniazdowanie potwierdzono w Kilauea Point NWR.

## Turystyka
W 2016 Kilauea Point NWR był 4. najczęściej odwiedzanym rezerwatem w USA (około 0,5 mln odwiedzających co roku). Dla turystów otwarte są: latarnia morska, centrum turystyczne, księgarnia, centrum edukacyjne i kamieniołom na wschód od Mokolea Point. Odwiedzający nie mają wstępu do części rezerwatu, między innymi Albatross Hill, Crater Hill i Mokolea Point. Ma to na celu ochronę gniazdujących ptaków i zapewnienie bezpieczeństwa zwiedzającym.